# Broken Sword: The Shadow of the Templars
Broken Sword: The Shadow of the Templars (Złamany Miecz: Cień Templariuszy) – gra przygodowa wyprodukowana przez firmę Revolution Software. W USA wydano ją pod nazwą Circle of Blood (Krąg Krwi), w Niemczech jako Baphomets Fluch (Klątwa Bafometa), we Francji jako Les Chevaliers de Baphomet (Rycerze Bafometa), we Włoszech jako La leggenda dei Templari (Legenda Templariuszy), w Hiszpanii jako La leyenda de los Templarios (Legenda Templariuszy), a w Rosji jako Сломанный Меч: Тень Тамплиеров (Złamany Miecz: Cień Templariuszy). W 2009 ukazał się remaster gry zatytułowany Broken Sword: Shadow of the Templars – The Director's Cut. Oprócz poprawienia grafiki, wprowadzono dodatkowe etapy.

## Ogólne informacje
Gra została obwołana przez krytyków oraz fanów jako jeden z najlepszych przykładów gry przygodowej w stylu point-and-click (ang. dosł. "Wskaż i kliknij", w tym wypadku chodzi o grę obsługiwaną przede wszystkim z użyciem myszy). Jak w większości gier przygodowych w tym stylu, gracz musi samemu szukać rozwiązań dla zagadek, które stawia przed nim gra, zarówno poprzez łączenie oraz używanie przedmiotów posiadanych w ekwipunku, jak i poprzez odpowiednie prowadzenie rozmów z napotkanymi postaciami.
Grafika w grze jest kolorowa, ręcznie rysowana i dwuwymiarowa, przypomina klasyczne filmy animowane. Dźwięk składa się z muzyki orkiestrowej, efektów dźwiękowych i wypowiedzi mówionych przez aktorów. Okazjonalnie w grze pojawiają się animacje, na których przebieg gracz nie ma wpływu, w formacie Smacker video. Zachowują one konwencję całej gry dotyczące grafiki i dźwięku, lecz niektóre z nich mają obniżoną w stosunku do reszty jakość.